# Bahnstrecke Tuttlingen–Hattingen
| Streckennummer (DB): | 4661                 |                          |                          |
| Kursbuchstrecke (DB): | 740                  |                          |                          |
| Streckenlänge: | 8,220 km             |                          |                          |
| Spurweite: | 1435 mm (Normalspur) |                          |                          |
| Streckenklasse: | D4                   |                          |                          |
| Stromsystem: | 15 kV 16,7 Hz ~      |                          |                          |
| Streckengeschwindigkeit: | 120 km/h             |                          |                          |
| |                      |                          |                          |
| \| \| \| von Plochingen \| \| \| \| \| von Inzigkofen \| \| \| \| 0,000 \| Tuttlingen \| 649 m \| \| \| \| nach Immendingen \| \| \| \| \| Bundesstraße 311 \| \| \| \| 6,611 \| Einödtalviadukt (172 m) \| Einödtalviadukt (172 m) \| \| \| \| von Offenburg \| \| \| \| 8,220 \| Hattingen (Baden) \| 690 m \| \| \| \| nach Singen (Hohentwiel) \| \| \| \| \| \| \| \| Quellen: [1][2] \| \| \| \| ORM-Karte |                      |                          |                          |
| Strecke |                      | von Plochingen           | von Plochingen           |
| Abzweig geradeaus und von links |                      | von Inzigkofen           | von Inzigkofen           |
| Bahnhof | 0,000                | Tuttlingen               | 649 m                    |
| Abzweig geradeaus und nach rechts |                      | nach Immendingen         | nach Immendingen         |
| Brücke |                      | Bundesstraße 311         | Bundesstraße 311         |
| Brücke über Wasserlauf | 6,611                | Einödtalviadukt (172 m)  | Einödtalviadukt (172 m)  |
| Abzweig geradeaus und von rechts |                      | von Offenburg            | von Offenburg            |
| Dienststation / Betriebs- oder Güterbahnhof | 8,220                | Hattingen (Baden)        | 690 m                    |
| Strecke |                      | nach Singen (Hohentwiel) | nach Singen (Hohentwiel) |
| |                      |                          |                          |
| Quellen: |                      |                          |                          |

Die Bahnstrecke Tuttlingen–Hattingen, auch Hattinger Schleife oder Hattinger Kurve genannt, ist eine eingleisige, elektrifizierte Hauptbahn im südlichen Baden-Württemberg, die vollständig im Landkreis Tuttlingen verläuft. Die am 15. Mai 1934 eröffnete Verbindungskurve führt vom Bahnknoten Tuttlingen zum Abzweigbahnhof Hattingen (Baden) an der Schwarzwaldbahn, der heute nur noch ein Betriebsbahnhof ohne Reiseverkehr ist.

## Geschichte
Erste Pläne zur Umgehung des Bahnhofs Immendingen entstanden bereits Anfang des 20. Jahrhunderts mit der Hegaubahn. Dieses Projekt wurde jedoch nie realisiert.
Die Strecke entstand im Rahmen des Arbeitsbeschaffungsprogramms der Nationalsozialisten zur Verminderung der Arbeitslosigkeit vom 1. Juni 1933. Sie ermöglichte Zügen vom Großraum Stuttgart zum Bahnknoten Singen, den Weg um sechs Kilometer zu verkürzen und vor allem den zeitraubenden Fahrtrichtungswechsel im Bahnhof Immendingen zu vermeiden.

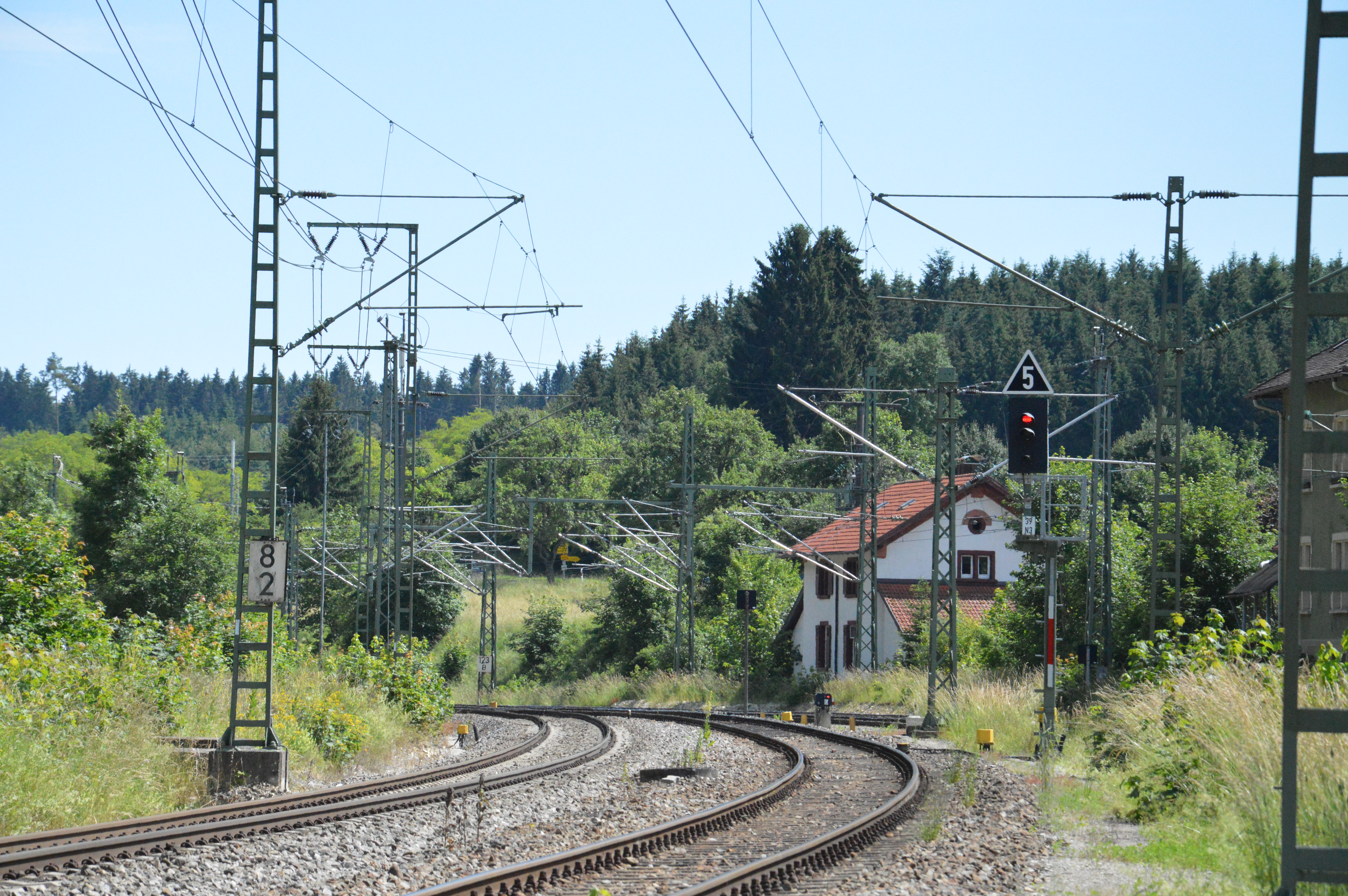
Einmündung der Strecke in den Bahnhof Hattingen (2015)

Baden stand dem Bau der Strecke zögerlich gegenüber. Gegen ihren Bau wandten sich 1927 auch Immendingen und weitere Gemeinden in einer Petition an den Badischen Landtag. Sie befürchteten u. a., die Schwarzwaldbahn könne „zur Nebenbahn gestempelt“ werden. Zum 20. September 1977 elektrifizierte die Deutsche Bundesbahn die Strecke.
Die Deutsche Bahn AG rechnet die Strecke heute, zusammen mit der Bahnstrecke Stuttgart–Horb, dem Abschnitt Horb–Tuttlingen der Bahnstrecke Plochingen–Immendingen und dem Abschnitt Hattingen–Singen der Schwarzwaldbahn, zur Gäubahn.